# Cezanjevci
Cezanjevci este o localitate din comuna Ljutomer, Slovenia, cu o populație de 228 de locuitori.